# František Piller
František Piller, německy Franz Piller (kolem 1740 – 22. ledna 1820), byl český římskokatolický duchovní, sídelní kanovník Katedrální kapituly u sv. Štěpána v Litoměřicích.

## Život
Od roku 1770 působil v duchovní správě ve farnosti Křešice u Litoměřic. V roce 1776 se stal kanovníkem kapituly v Litoměřicích. Byl jmenován ředitelem biskupské konzistoře a oficiálem. Z titulu svých funkcí úzce spolupracoval se tehdejším generálním vikářem Vavřincem Slavíkem. Když se stal litoměřickým biskupem Chlumčanský vybral si ho, kolem roku 1802, spolu s kanovníkem Hirnlem za poradce. Upřednostnil tak pozdějšího litoměřického biskupa Hurdálka, kterého kapitula v roce 1801 zvolila kapitulním vikářem. Na litoměřickém biskupství vypukly osobní boje mezi zastánci obrozenectví, osvícenství a bolzanismu a jejich odpůrci, mezi nimiž byl Piller výrazným představitelem, spolu s germanizátorem kanovníkem Hirnlem. V roce 1815 byl Piller na intervenci Hirnleho zvolen děkanem kapituly a správcem litoměřické diecéze. V této funkci však vydržel jen několik měsíců, než byl litoměřickým biskupem jmenován František Hurdálek, jeho osobní nepřítel. Přestože písemné prameny uvádějí, že Piller se dožil 80 let, jeho pohřební kanovnický erb uvádí, že se dožil 81 let.